# Bohumín
Bohumín (deutsch Oderberg, polnisch Bogumin; Ausspracheⓘ) ist eine Stadt im Okres Karviná in Tschechien. Sie gehört zum Moravskoslezský kraj und liegt in Schlesien an der Landesgrenze zu Polen.

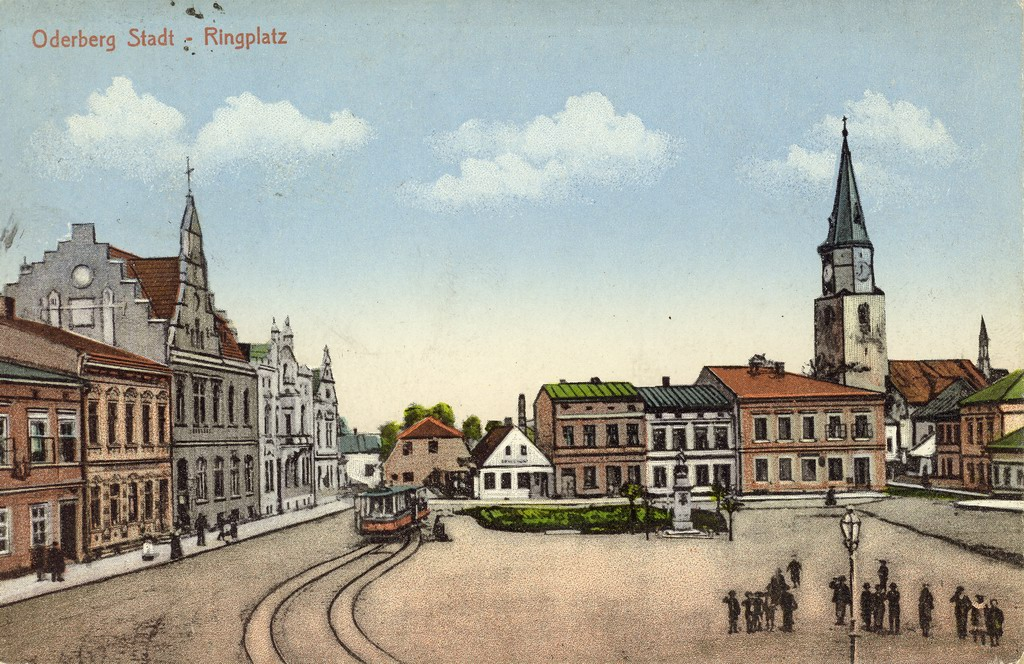
Ringplatz in (Alt-)Oderberg

## Geographie
Der Ort befindet sich am rechten Ufer der Oder, welche hier mit der einmündenden Olsa die Grenze nach Polen (früher Preußisch-Schlesien) bildet.

## Geschichte

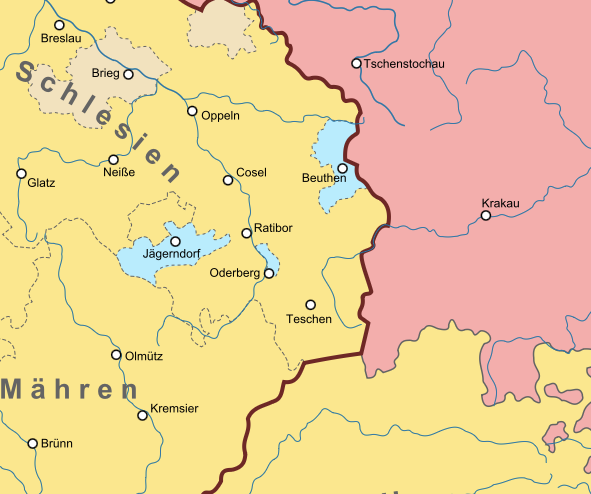
Oderberg als Teil des Herzogtum Jägerndorf, das von den brandenburgischen Hohenzollern beherrscht wurde (1618).

Die Herrschaft Oderberg war bis 1622 ein feudales Territorium um die Burg Barutswerde, das die Stadt mit einschloss, danach eine Grundherrschaft im Habsburgerreich und ab 1848 immer noch ein Großgrundbesitz.
Oderberg wurde 1256 als „Bogun“ erstmals erwähnt.
Am 6. Januar 1373 verlieh Herzog Johann I. von Troppau und Ratibor, der dem Troppauer Zweig der Přemysliden entstammte, die Herrschaft „Bohunyn“ als Lehen an Pašek von Barutswerde.
1523 verlieh der böhmische König Ludwig II. die Herrschaft an Georg, den Markgrafen von Brandenburg-Ansbach. Unter den Hohenzollern hießen Stadt und Herrschaft schon Oderberg. Der seit 1557 herrschende Georg Friedrich starb 1603 kinderlos und die Herrschaft fiel an den Kurfürsten Joachim Friedrich von Brandenburg. 1622 wurde das Lehen von Kaiser Rudolf II. eingezogen und kam unter habsburgische Hoheit als Grundherrschaft in den Besitz des Wiener Bankiers Lazarus I. Henckel von Donnersmarck. Dieser wurde 1636 in den Reichsfreiherren- und 1661 in den böhmischen Grafenstand erhoben.
Nach dem Ersten Schlesischen Krieg wurde die Herrschaft im Frieden von Berlin von 1742 zwischen Preußen und Österreich geteilt. Die Stadt blieb österreichisch, der auf der gegenüberliegenden Seite der Oder gelegene Herrschaftssitz fiel an Preußen und wurde später Schloss Preußisch Oderberg genannt. Johann Erdmann Henckel von Donnersmarck veräußerte 1765 den österreichischen Teil der Herrschaft Oderberg an Erdmann Gusnar von Komorno. Dessen Nachkommen kauften zwei Bürgerhäuser am Oderberger Ring auf und ließen diese um 1817 zu einem Herrensitz umgestalten, der danach als Schloss bezeichnet wurde. Im Jahre 1845 erwarb Marie Gräfin Rudnitzka das Gut Oderberg. Sie kaufte 1853 noch ein weiteres Bürgerhaus hinzu und ließ die Häuser zu einem kleinen Stadtschloss mit einem Park an der Rückseite umgestalten.
Im 19. Jahrhundert gehörte Oderberg als kleine Ackerbürgerstadt zur Bezirkshauptmannschaft Freistadt (Karviná-Fryštát) und hatte ein Bezirksgericht und ein Zolloberamt.
Die alte, hölzerne Oderbrücke aus dem 15. Jahrhundert wurde 1833 wegen Baufälligkeit für Fuhrwerke und 1837 auch für Fußgänger gesperrt und anschließend abgerissen. Jahrzehntelang behalf man sich mit einer Fähre, deren Bedeutung durch die Eisenbahnbrücke und weiter entfernte Straßenbrücken sank.
Heinrich Larisch von Moennich, der das Gut und Schloss Oderberg 1886 erworben hatte, schlug den Grundbesitz seiner Grundherrschaft Freistadt zu.
Mitte des 19. Jahrhunderts war Oderberg eine Kleinstadt mit 1000 Einwohnern, um 1900 waren es 1260 Einwohner. 1898/1899 wurde eine neue Straßenbrücke gebaut, die den Namen Kaiser-Franz-Joseph-Jubiläumsbrücke erhielt. 1902 wurde eine Pferdestraßenbahn von Oderberg nach Oderberg-Bahnhof eröffnet, die 1903 zunächst auf Dampfbetrieb und 1916 auf elektrischen Betrieb umgestellt wurde.
Zwischen den unbedeutenden Dörfern Schönichel (Šunychl) und Pudlau (Pudlov), beide zur Herrschaft Oderberg gehörig, wurde am 1. Mai 1847 der vorläufige Endbahnhof Oderberg der Kaiser Ferdinands-Nordbahn eröffnet. Am 1. September 1848 wurde mit der Fertigstellung der Oderbrücke zwischen Oderberg und Annaberg (Chałupki) die Verbindung zur Wilhelmsbahn und damit zum preußischen Schienennetz hergestellt. Am Bahnhof entstand die Ansiedlung Oderberg Bahnhof, die später zur Stadt Neu Oderberg (Nový Bohumín) erhoben wurde.
Im Zuge der Auflösung Österreich-Ungarns nach dem Ersten Weltkrieg waren Oderberg und sein Umland zwischen der neu entstandenen Tschechoslowakischen und der Polnischen Republik umstritten (→ Olsagebiet). In einem Schlichtungsspruch des Höchsten Alliierten Rates wurde das Gebiet zwischen beiden Staaten aufgeteilt. Oderberg fiel dabei an die Tschechoslowakei und aus Schönichel wurde Šunychl. 1924 wurde der Ort zur Stadt erhoben und gleichzeitig in Nový Bohumín (Neu-Oderberg) umbenannt.
Durch das Münchener Abkommen vom 29. September 1938 verlor die Tschechoslowakei den Anteil des Landkreises Teschen mit Oderberg (nun Bogumin) an Polen. Nach der deutschen Besetzung im September 1939 gehörte Neu-Oderberg als Oderberg (Oberschlesien) zum Landkreis Teschen im Regierungsbezirk Kattowitz. Während des Krieges bestand in Neu-Oderberg ein Arbeitskommando E728 des Stalag VIII-B. Am 1. Mai 1945 wurde die Stadt von der Roten Armee eingenommen.
Nach dem Zweiten Weltkrieg verblieb Bohumín bei der Tschechoslowakei. 1949 wurden die Orte Bohumín mit Nový Bohumín, Pudlov, Skřečon, Vrbice und Záblatí in einer Gemeinde namens Bohumín zusammengefasst. 1952 wurde Vrbice wieder herausgelöst. 1954 wurde Bohumin in fünf Bezirke unterteilt: I. město (vormals Starý Bohumín), II. Nový Bohumín, III. Pudlov, IV. Skřečoň und V. Záblatí. 1960 wurde Starý Bohumín wieder eine selbständige Stadt. 1973 wurde sie mit Nový Bohumín zur heutigen Stadt Bohumín vereinigt.
Am 1. August 1973 wurde die Straßenbahn stillgelegt.

## Stadtgliederung
Die Stadt Bohumín (Oderberg) gliedert sich in sieben Stadtteile:
- Nový Bohumín (Neu Oderberg) – 14.068 Einwohner
- Starý Bohumín (Alt Oderberg) – 1541 Einwohner
- Skřečoň (Skrzeczon) – 2533 Einwohner
- Záblatí (Zablacz) – 2198 Einwohner
- Pudlov (Pudlau) – 1465 Einwohner
- Šunychl (Schönichel) – 551 Einwohner
- Vrbice (Wirbitz) – 471 Einwohner

Weitere Ortslagen:
- Kopytov (Kopitau)
- Nová Ves (Nickeltaff)

## Bevölkerung
Die Mehrzahl der Einwohner sind Tschechen, viele haben jedoch schlesische Vorfahren. Der Anteil der polnischen Minderheit ist eher gering. Bis Ende des Zweiten Weltkrieges war die Stadt von Deutschen bewohnt, die vertrieben wurden (→ Vertreibung der Deutschen aus der Tschechoslowakei). In der heutigen Zeit ist der besonders hohe Anteil an Roma auffällig.
UMGANGSSPRACHEN nach den Volkszählungsergebnissen:
1880–1910 wuchs die Bevölkerung der Stadt von 1,839 in 1880 auf 5,810 in 1910. 1880 und 1890 gab es eine Mehrheit von Polnischsprachigen (1880: 58,1 % und 1890: 64,8 %), gefolgt von Deutschsprachigen (1880: 34,8 % und 1890: 27,6 %) und Tschechischsprachigen (1880: 6,9 % und 1890: 7,6 %).
1900 and 1910 gab es eine Mehrheit von Deutschsprachigen (1900: 52,8 % und 1910: 54,5 %), gefolgt von Polnischsprachigen (1900: 41,7 % und 1910: 38,2 %) und Tschechischsprachigen (1900: 5,3 % und 1910: 7,3 %).
1910 war die Mehrheit römisch-katholisch (91,7 %), gefolgt von Evangelischen (206 bzw. 3,5 %), Juden (129 bzw. 2,2 %) und Anderen (141 bzw. 2,6 %).
Bei der letzten österreichischen Volkszählung 1910 wurden in der Stadt Oderberg und ihren vier Dörfern 18.312 Einwohner registriert. Davon gaben 8.646 (47,2 %) Deutsch als Umgangssprache an, 7.638 (41,7 %) Polnisch, 2.019 (11 %) Tschechisch und 9 (0,1 %) andere Sprachen. 17.606 (90 %) waren römisch-katholisch, 845 (4,3 %) Evangelisch (A.B.), 27 (0,1 %) Calvinisten, 844 (4,3 %) Juden und 250 (1,3 %) von anderen Religionen oder Konfessionen.
Im Detail:
SCHÖNICHEL/NEU ODERBERG/NOVÝ BOHUMÍN (vč. Šunychlu a Kopytova)
1910: 7108 Einwohner, davon: 4397 Deutsch, 2132 Polnisch, 573 Tschechisch-Mährisch-Slowakisch, 6 Andere
1921: 7567 Einwohner, davon: 3713 Deutsch, 2479 Tschechisch, 958 Polnisch, 417 Andere.
1939: 6132 Einwohner, davon: 3086 Deutsch, 1042 Tschechisch, 977 Polnisch, 975 Schlonsakisch, 52 Andere.
ODERBERG/STARÝ BOHUMÍN
1910: 2563 Einwohner, davon: 1198 Deutsch, 1080 Polnisch, 284 Tschechisch-Mährisch-Slowakisch, 1 Andere
1921: 2325 Einwohner, davon: 938 Tschechisch, 909 Deutsch, 413 Polnisch, 65 Andere
1939: 2118 Einwohner, davon: 1166 Deutsch, 345 Polnisch, 342 Schlonsakisch, 250 Tschechisch, 5 Andere
PUDLAU/PUDLOV
1910: 2927 Einwohner, davon: 1823 Deutsch, 992 Polnisch, 112 Tschechisch-Mährisch-Slowakisch
1921: 3331 Einwohner, davon: 1823 Deutsch, 1087 Tschechisch, 390 Polnisch, 31 Andere
1939: 2893 Einwohner, davon: 1378 Deutsch, 644 Schlonsakisch, 451 Polnisch, 416 Tschechisch, 4 Andere
SKRETSCHON/SKŘEČOŇ
1910: 3220 Einwohner, davon: 2411 Polnisch, 454 Deutsch, 353 Tschechisch-Mährisch-Slowakisch, 2 Andere
1921: 2837 Einwohner, davon: 1517 Tschechisch, 857 Polnisch, 401 Deutsch, 62 Andere
1939: 2964 Einwohner, davon: 1527 Schlonsakisch, 495 Tschechisch, 474 Deutsch, 451 Polnisch, 17 Andere
WIRBITZ/VRBICE
1910: 1080 Einwohner, davon: 673 Deutsch, 234 Polnisch, 173 Tschechisch-Mährisch-Slowakisch
1921: 1281 Einwohner, davon: 1006 Tschechisch, 208 Deutsch, 53 Polnisch, 14 Andere
1939: 1017 Einwohner, davon: 465 Tschechisch, 298 Schlonsakisch, 142 Polnisch, 102 Deutsch, 10 Andere
ZABLATZ/ZÁBLATÍ
1910: 1476 Einwohner, davon: 789 Polnisch, 524 Tschechisch-Mährisch-Slowakisch, 163 Deutsch
1921: 1520 Einwohner, davon: 1209 Tschechisch, 178 Deutsch, 129 Polnisch, 4 Andere
1939: 1471 Einwohner, davon: 716 Tschechisch, 297 Schlonsakisch, 262 Polnisch, 192 Deutsch, 4 Andere
2001 lebten in der Stadt 23.284 Person, darunter 20.314 (87,2%) waren die Tschechen, 1.036 (4,5%) Slowaken, 756 (3,3%) Polen, 276 (1,2%) Mährer, 147 (0,6%) Schlesier, 74 (0,32%) Deutsche, 64 (0,28%) Roma, 15 Ukrainer und 7 Vietnamesen.
38,8% der Bevölkerung (9041 Personen) waren gläubig, davon (7725 Katholiken, 85,4 % der Gläubigen).

## Sehenswürdigkeiten

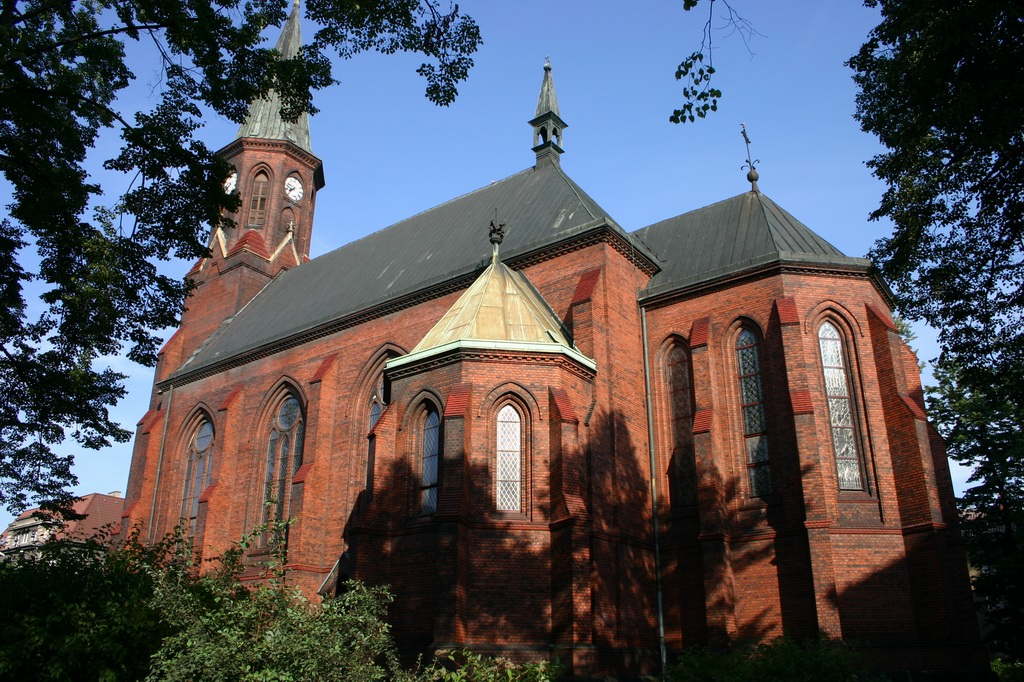
Katholische Kirche

- Katholische Herz Jesu Kirche (1896)
- Rathaus (1897–1898)
- ehemalige deutsche Schule (1894–1914)
- Lutherische Kirche (1901)
- Pfarrkirche Mariä Geburt mit Gruftkapelle Henckel von Donnersmarck und Statue des hl. Josef

## Verkehr
Die Stadt ist ein bedeutender Eisenbahnknotenpunkt an einer der wichtigsten europäischen Eisenbahnmagistralen. Sie ist eine Station der ehemaligen Österreichischen Nordbahn (KFNB) von Wien nach Krakau, von welcher hier die ehemals preußische Strecke der Wilhelmsbahn nach Racibórz/Ratibor und Opole/Oppeln abzweigt. Für die den Jablunkapass überschreitende Bahnstrecke Žilina–Bohumín (ehemalige Kaschau-Oderberger Bahn) ist die Stadt ebenfalls Ausgangspunkt.

## Sport
- Fußball: FK Bohumín

## Söhne und Töchter der Stadt
- Emanuel Bachrach-Barée (1863–1943), Maler und Illustrator
- Arthur Zanker (* 1890), Mediziner, Lyriker
- Herbert Cysarz (1896–1985), deutscher Germanist
- Harry Hochfelder (1914–1991), deutsch-jüdischer Historiker und Publizist
- Svatopluk Havelka (1925–2009), tschechischer Musiker
- Gisela Kurzweil (1900–1942), österreichisches Holocaustopfer
- Wolfgang Röd (1926–2014), Professor der Philosophie
- Tomáš Pospíchal (1936–2003), tschechischer Fußballspieler und -trainer
- Pavel Srníček (1968–2015), tschechischer Fußballtorhüter
- Marek Poštulka (* 1970), tschechischer Fußballspieler
- Svatopluk Němeček (* 1972), tschechischer Politiker
- Tereza Bebarová (* 1975), tschechische Schauspielerin
- Patrik Děrgel (* 1989), tschechischer Schauspieler

## Städtepartnerschaften
- Prudnik, Polen
- Zdzieszowice, Polen